# Taguara
Taguara, arauiri ou sardinha-de-água-doce (Triportheus spp.) é um peixe que habita praticamente todas as bacias hidrográficas brasileiras. Têm hábitos onívoros e vivem em cardumes.

## Alimentação
As taguaras têm uma dieta constituída por insetos (insetos imaturos, larvas e ninfas, insetos adultos, himenópteros, pedaços de coleópteros, dípteros, hemípteros e pedaços de insetos), frutos/sementes , zooplâncton (copépodos, cladóceras e rotíferos), restos vegetais (pedaços de folhas, galhos e raízes) e algas (unicelulares, coloniais e filamentosas). A dieta de Triportheus varia sazonalmente sendo constituída principalmente de insetos e zooplâncton na enchente, dos frutos/sementes na cheia e vazante e dos insetos na seca, quando a comida é mais rara.

## Habitat
Como resistem a concentrações de oxigênio muito variáveis, desde as mais baixas, quase anóxicas, e têm ainda hábitos alimentares absolutamente onívoros, se alimentando de praticamente qualquer coisa, as taguaras habitam virtualmente todas as grandes bacias hidrográficas brasileiras. As taguaras habitam lagos e áreas de água parada quando jovens, descendo para o curso normal dos rios quando adultos.

## Reprodução
Evidências coletadas na bacia amazônica indicam que os alevinos nascem na na época de enchente, dada a maior abundância de alimento, em especial plâncton, nessa época do ano. De toda a forma, como a época das cheias varia enormemente no imenso território brasileiro, os nascimento dos alevinos varia conforme a região.